# ARA La Argentina (1884)
ARA «Ла Архентина» — учебный парусно-паровой корвет ВМС Аргентины. Входил в состав «Эскадры Сармьенто».

## История строительства и службы
Был заложен в 1883, как учебный корабль для турецкого флота, но из-за финансовых трудностей заказчика сделка сорвалась. В 1884 году корабль инспектирует капитан-де-навио Клодомиро Уртуби, по рекомендации которого парусник приобретается Военно-морской академией Аргентины. Контракт с аргентинской стороны был подписан Мигелем Кане.
11 мая 1884 года по окончании строительства корвет отбыл из Триеста в Южную Америку. 17 сентября «Ла Архентина» встречает чилийские корабли — крейсер «Эсмеральда» и корвет «О’Хиггинс». 4 и 17 октября посещает Рио-де-Жанейро и Монтевидео, закончив свой путь 18 октября в устье реки Риачуэло Буэнос-Айреса.
За годы службы корвет совершил плавание по Тихому океану, салютовал установлению республиканского строя в Бразилии, ремонтировался в Ливерпуле.
В 1900 году корвет был разоружён в Рио-Сантьяго. В 1901 году корабль превратили в понтон-маяк, в качестве которого он и служил до своей утилизации.

## Конструкция

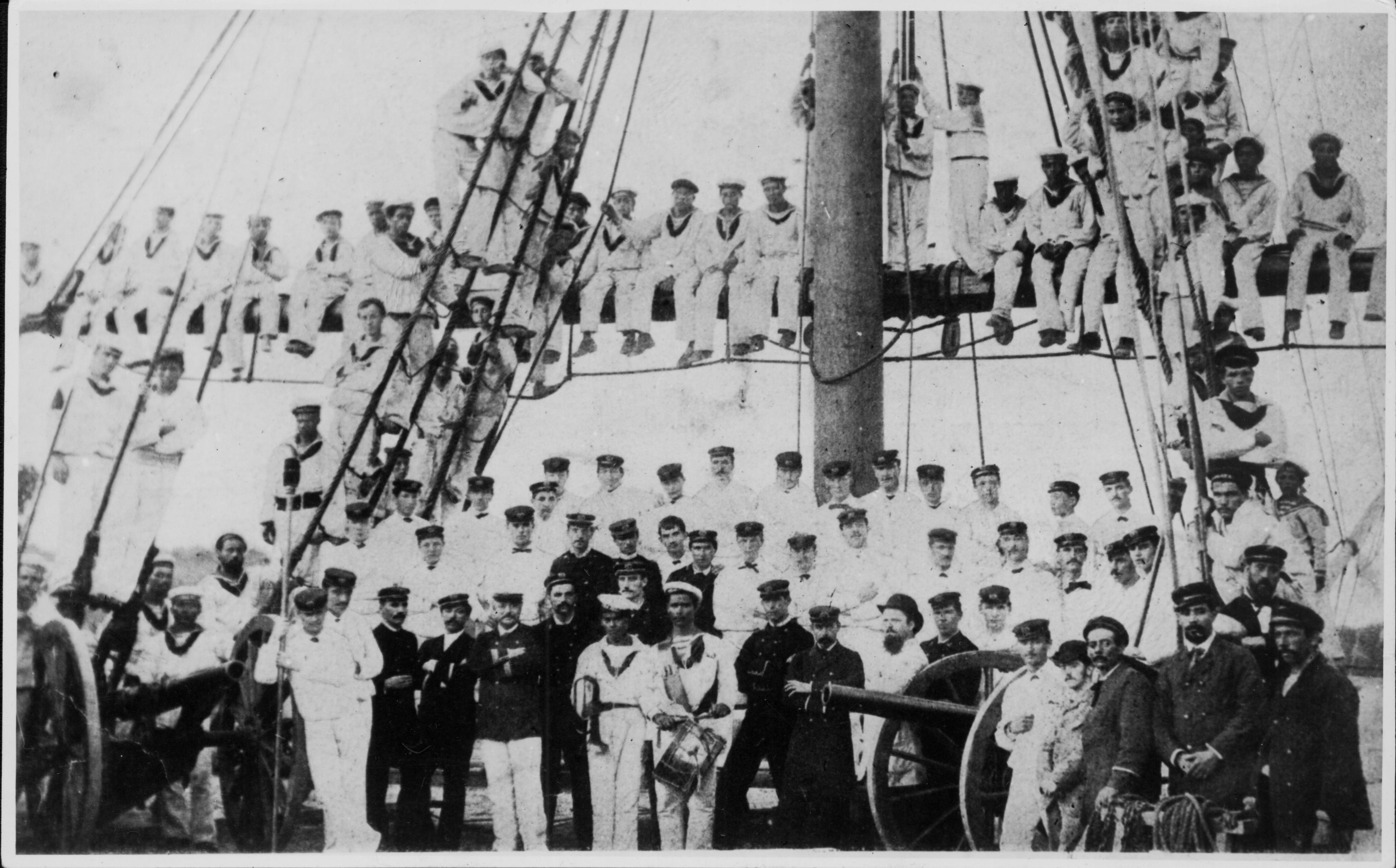
Экипаж корабля